# Julian Seward

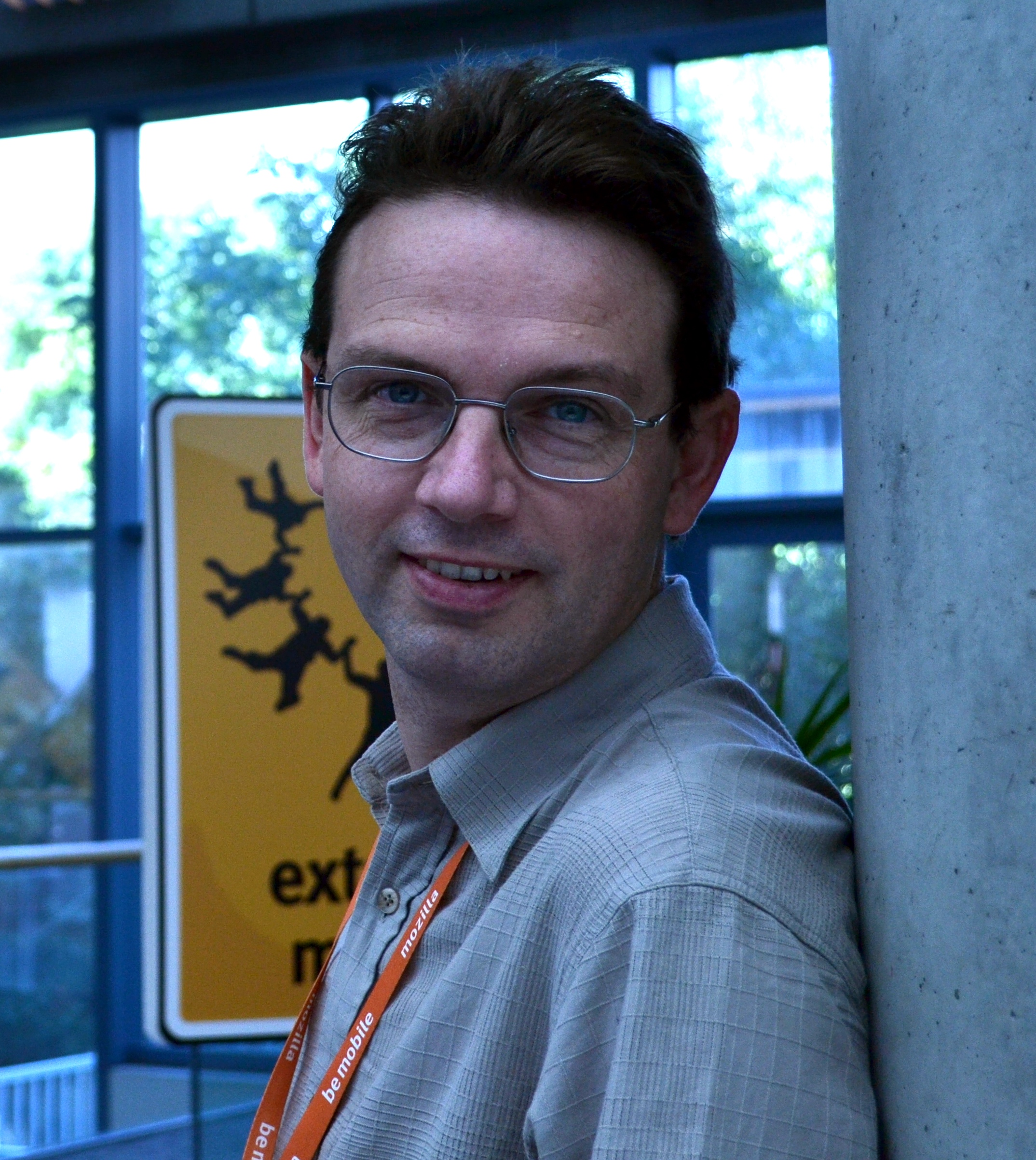
Julian Seward

Julian Seward é um desenvolvedor de software e contribuidor para o universo do software livre. É conhecido por desenvolver o compactador de arquivos bzip2 e também o conjunto de ferramentas Valgrind para localização de erros e otimização do uso da memória pelos programas. Em 2006 recebeu o prêmio Google-O'Reilly Open Source pela ferramenta Valgrind.